# Marlon Fernández (futbolista)
Marlon Antonio Fernández Jiménez (San Antonio del Táchira, Venezuela; 16 de enero de 1986) es un futbolista venezolano que juega como centrocampista en el Estudiantes de Mérida F.C de la Primera División de Venezuela.

## Clubes
| Club                      | País      | Año         | PJ  | Goles |
| ------------------------- | --------- | ----------- | --- | ----- |
| Deportivo Táchira         | Venezuela | 2004 - 2010 | 139 | 12    |
| ACD Lara                  | Venezuela | 2010 - 2012 | 42  | 4     |
| PFC Cherno More Varna     | Bulgaria  | 2011 - 2012 | 11  | 1     |
| ACD Lara                  | Venezuela | 2012 - 2013 | 25  | 2     |
| Deportes Antofagasta      | Chile     | 2013 - 2014 | 22  | 1     |
| Deportivo Pasto           | Colombia  | 2015        | 31  | 5     |
| Carabobo FC               | Venezuela | 2016 - 2018 | 115 | 10    |
| Atlético Venezuela        | Venezuela | 2019        | 20  | 2     |
| Deportivo Táchira         | Venezuela | 2019 - 2022 | 91  | 5     |
| Real Frontera Sport Club  | Venezuela | 2023-2024   | 35  | 11    |
| Estudiantes de Mérida F.C | Venezuela | 2024- act   |     |       |

## Palmarés

### Campeonatos nacionales
| Título           | Club                          | País      | Año     |
| ---------------- | ----------------------------- | --------- | ------- |
| Primera División | Deportivo Táchira Fútbol Club | Venezuela | 2007-08 |
| Primera División | Deportivo Táchira Fútbol Club | Venezuela | 2021    |